# Pont Kokouchkine
Le pont Kokouchkine est un pont de Saint-Pétersbourg qui enjambe le canal Griboïedov. Il mesure 18,9m de long sur 13,1m de large. On trouve en amont le pont au Foin et en aval le pont de l'Ascension.

## Histoire

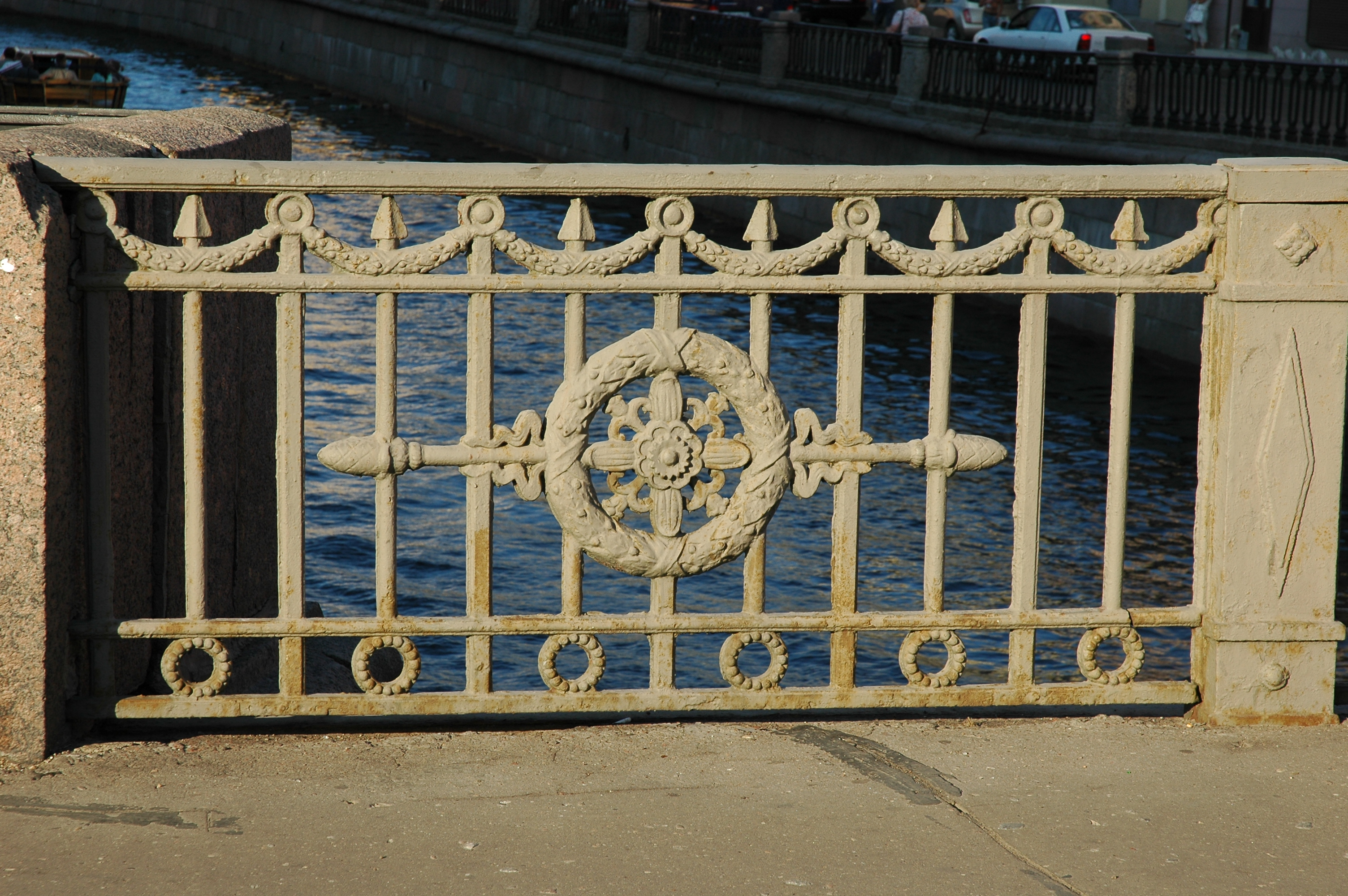
Détail de la grille du parapet

Le nom du pont provient du marchand Vassili Kokouchkine, dont la maison se trouvait à l'angle de l'allée Kokouchkine et de la rue Sadovaïa (rue du Jardin). On trouvait aussi l'orthographe Kakouchkine au XIXe siècle.
On a construit un premier pont de bois en 1790, avec des parapets en granite. Ce pont a été refait à l'identique en 1872 et reconstruit en 1946 en fonte par les ingénieurs B. Lévine et L. Noskov, avec des parapets en acier. Ce pont a été mentionné par Pouchkine dans une épigramme accompagnant un dessin. 